# Sântimbru, Alba
Sântimbru (în maghiară Marosszentimre, Szentimre, în germană Emerichsdorf, Emrichsdorf, Sankt Emerich, în trad. Sfântul Emeric) este satul de reședință al comunei cu același nume din județul Alba, Transilvania, România.

## Istoric
Localitatea este atestată documentar din anul 1238 sub numele de villa Sancti Emerici. La 1270 localitatea a fost menționată ca sediu al voievodului Transilvaniei, mențiune repetată ulterior de mai multe ori. Dieta Transilvaniei s-a întrunit în anul 1326 la Sântimbru (Sancto Emerico).
În secolul al XV-lea Sântimbrul este menționat ca așezare populată cu maghiari și români. Biserica medievală a fost restaurată de Ioan de Hunedoara după lupta de la Sântimbru din 18 martie 1442, cu turcii, luptă în care a căzut fratele său și, de asemenea, episcopul Gheorghe Lepeș.
În timpul răscoalei lui Horea au avut loc la Sântimbru tumulturi legate de faptul că românii doreau să se înscrie în armata imperială, însă nobilimea locală se opunea. Una din insulte, „dați în el ..tu-i morții și sufletul, noi sîntem cătane”, a fost consemnată în arhive și valorificată de academicianul David Prodan. Tumultul respectiv nu s-a soldat cu pierderi de vieți omenești, datorită intervenției unui oarecare Vasile Drâmbărean, care a spus: „Domnule, văd că nici voi nu vă lăsați, dar zău nici prostimea nu se lasă. Până acum domnii au ascuns poruncile împăratului (Iosif al II-lea) despre prostime, dar asta (ordinul de primire în armată) e în mâna prostimii, pe asta n-o pot ascunde.”

## Lăcașuri de cult

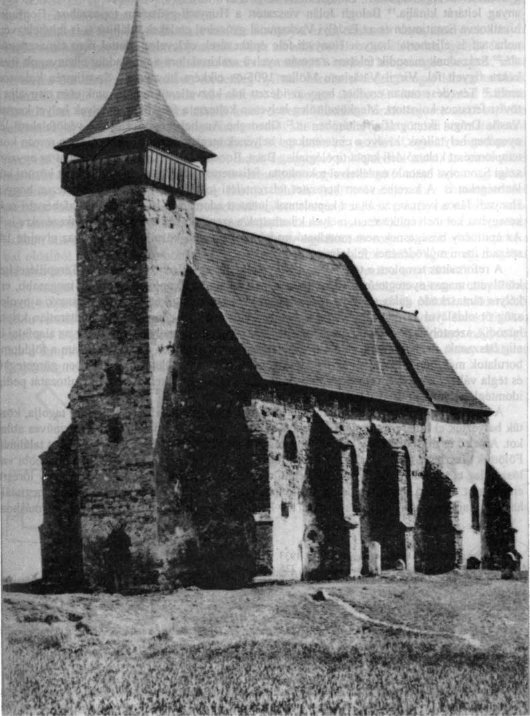
Biserica Reformată-Calvină din Sântimbru

- Biserica reformată din Sântimbru, inițial romano-catolică[6][7], datează din secolul al XIII-lea. Edificiul a fost distrus cu ocazia bătăliei cu turcii (1442) și a fost înlocuită cu actualul edificiu, prin grija lui Iancu de Hunedoara. Este o biserică-sală, cu arhitectură gotică (turnul vestic, fortificat, a fost adăugat ulterior). Pe fațada sudică se află portalul romanic decorat cu motive amintind crestăturile in lemn. La interior se păstrează fragmente de picturi murale din secolele XV-XVI.

## Obiective memoriale
- Monumentul Eroilor Români din Primul Război Mondial. Monumentul este de tip obelisc și este amplasat în cimitirul ortodox. Obeliscul, realizat din calcar cioplit, a fost ridicat în memoria eroilor români din cele Două Războaie Mondiale. Acesta este susținut de un postament din beton și are în partea superioară o urnă. În nișa de la baza monumentului se află un înscris comemorativ: „DIN COAPSA DACIEI ȘI-A ROMEI/ ÎN VECI S-OR NAȘTE PUI DE LEI“. În nișa de pe trunchiul acestuia este un alt înscris: „În amintirea eroilor din Sântimbru“.
- Cimitirul Eroilor Români din cel De-al Doilea Război Mondial, inaugurat în anul 1977, este amplasat lângă șoseaua Alba Iulia – Blaj. În acest cimitir sunt 47 de însemne de căpătâi

## Imagini

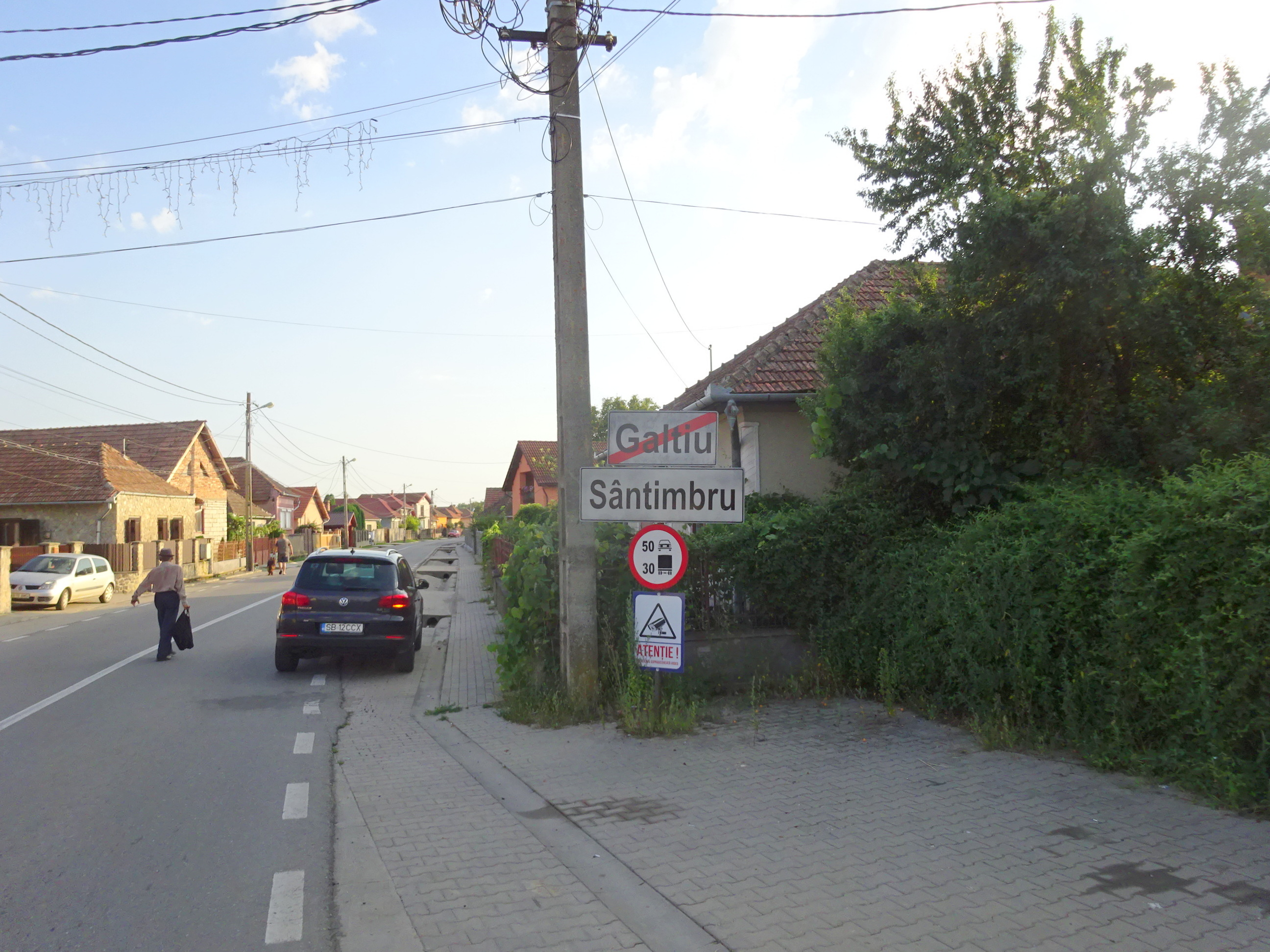
Intrarea în localitate
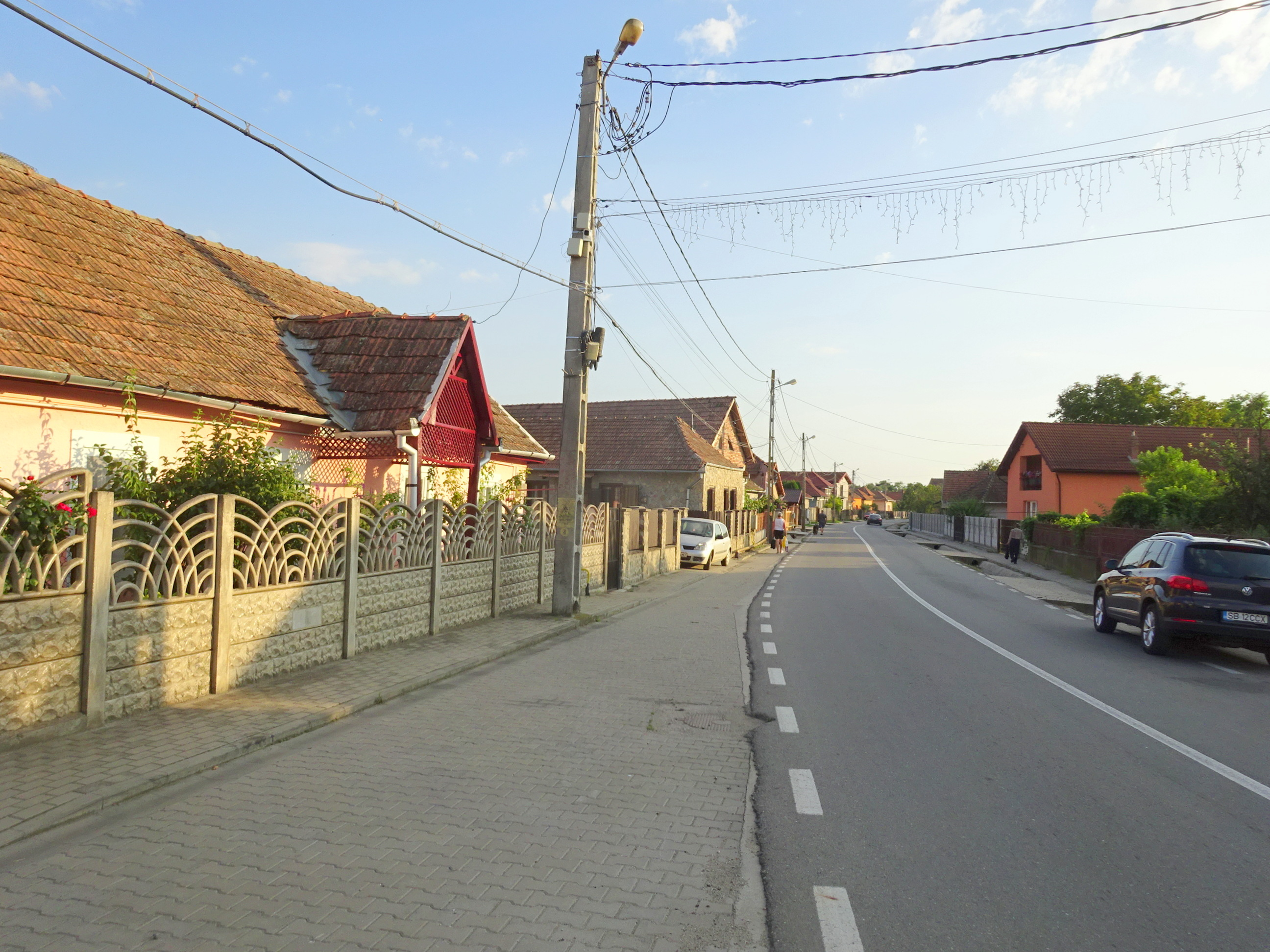
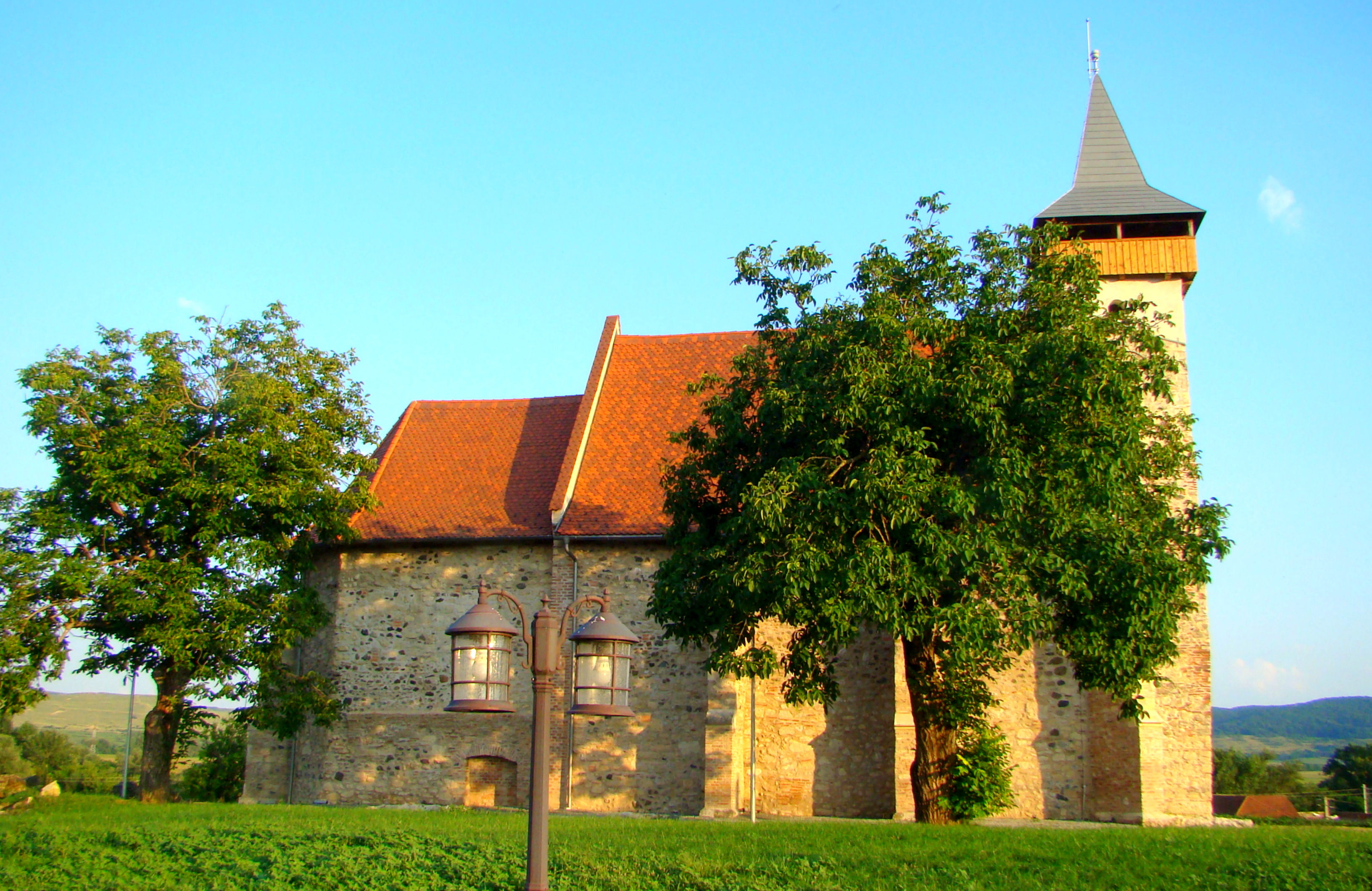
Biserica medievală din Sântimbru
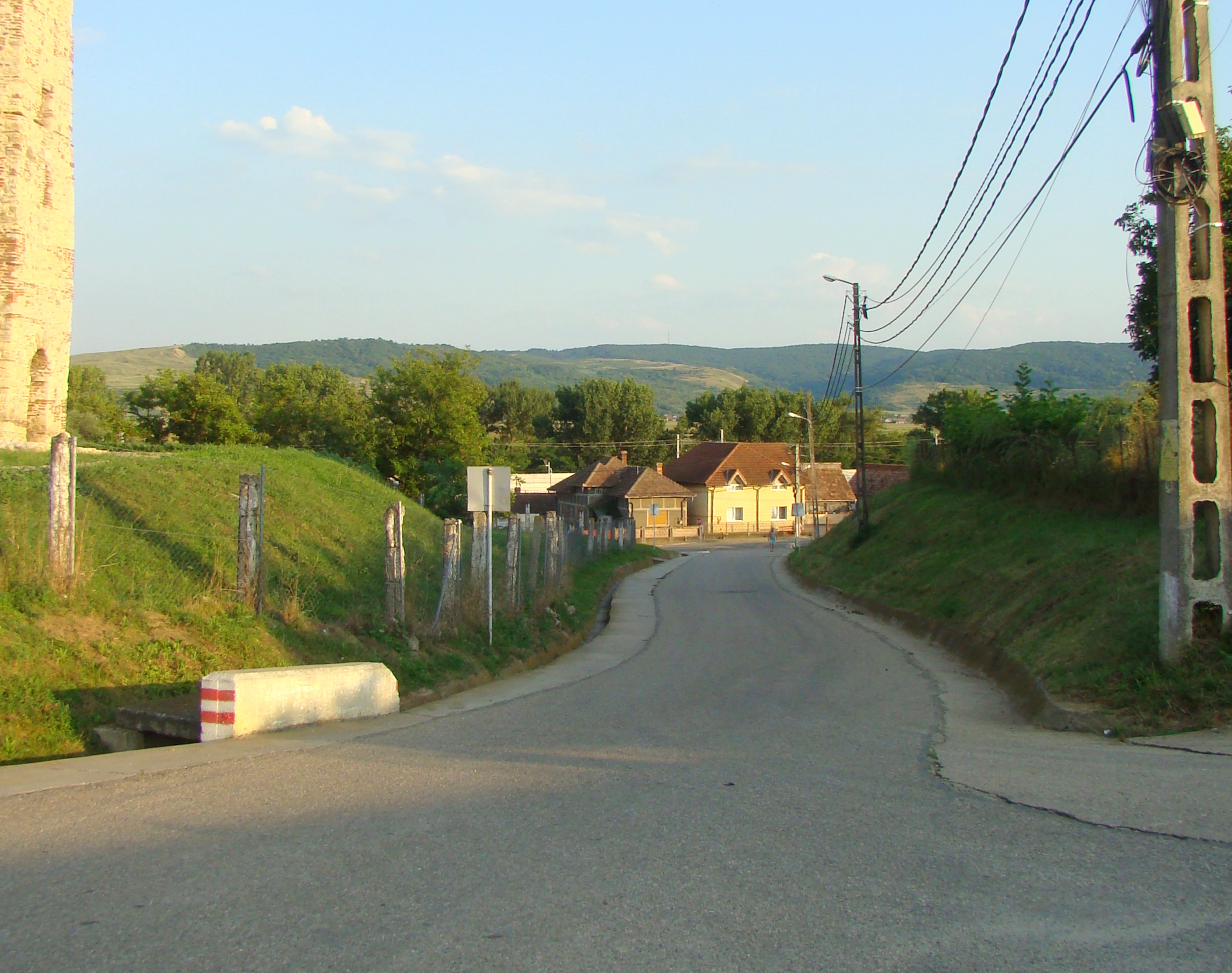
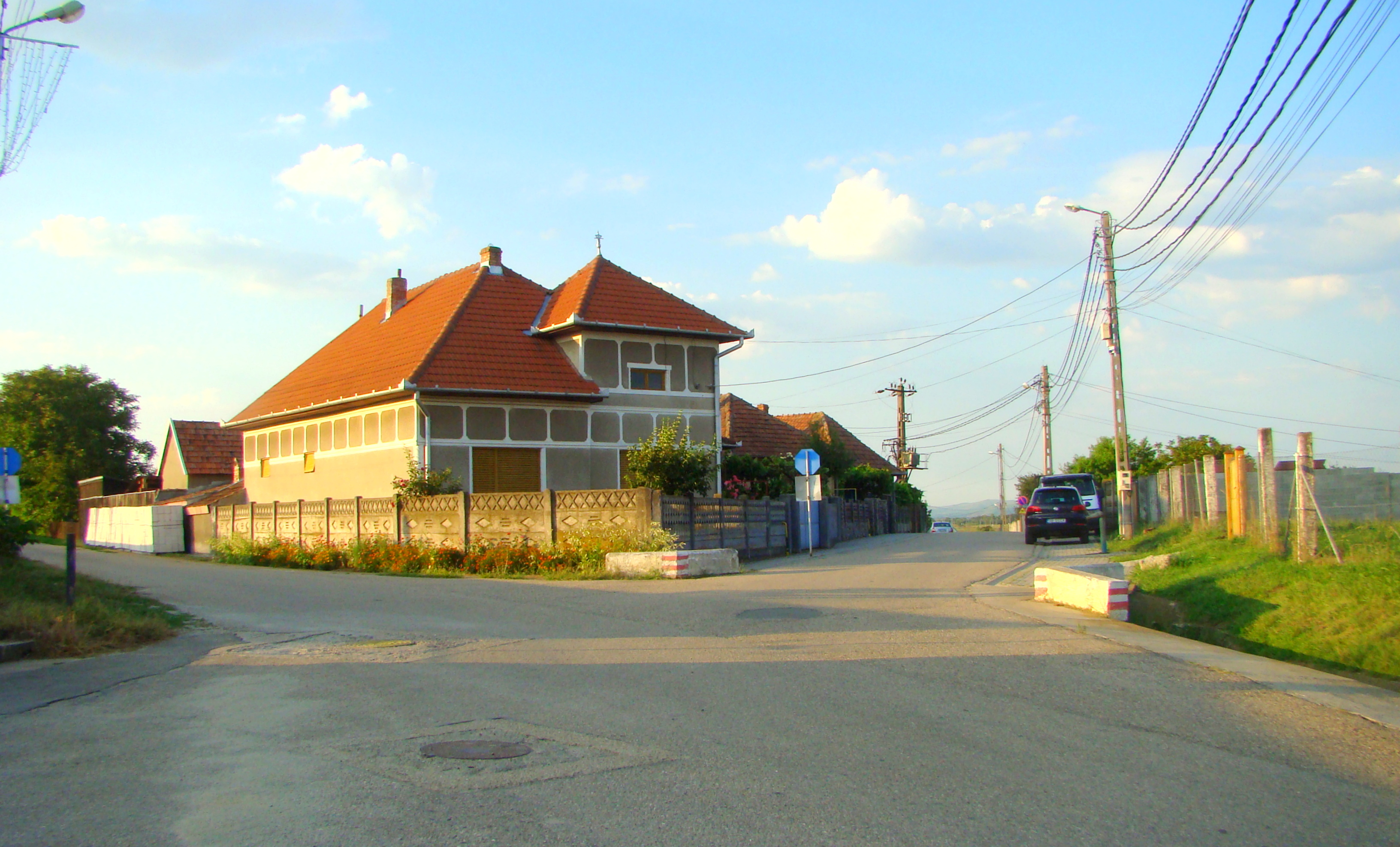
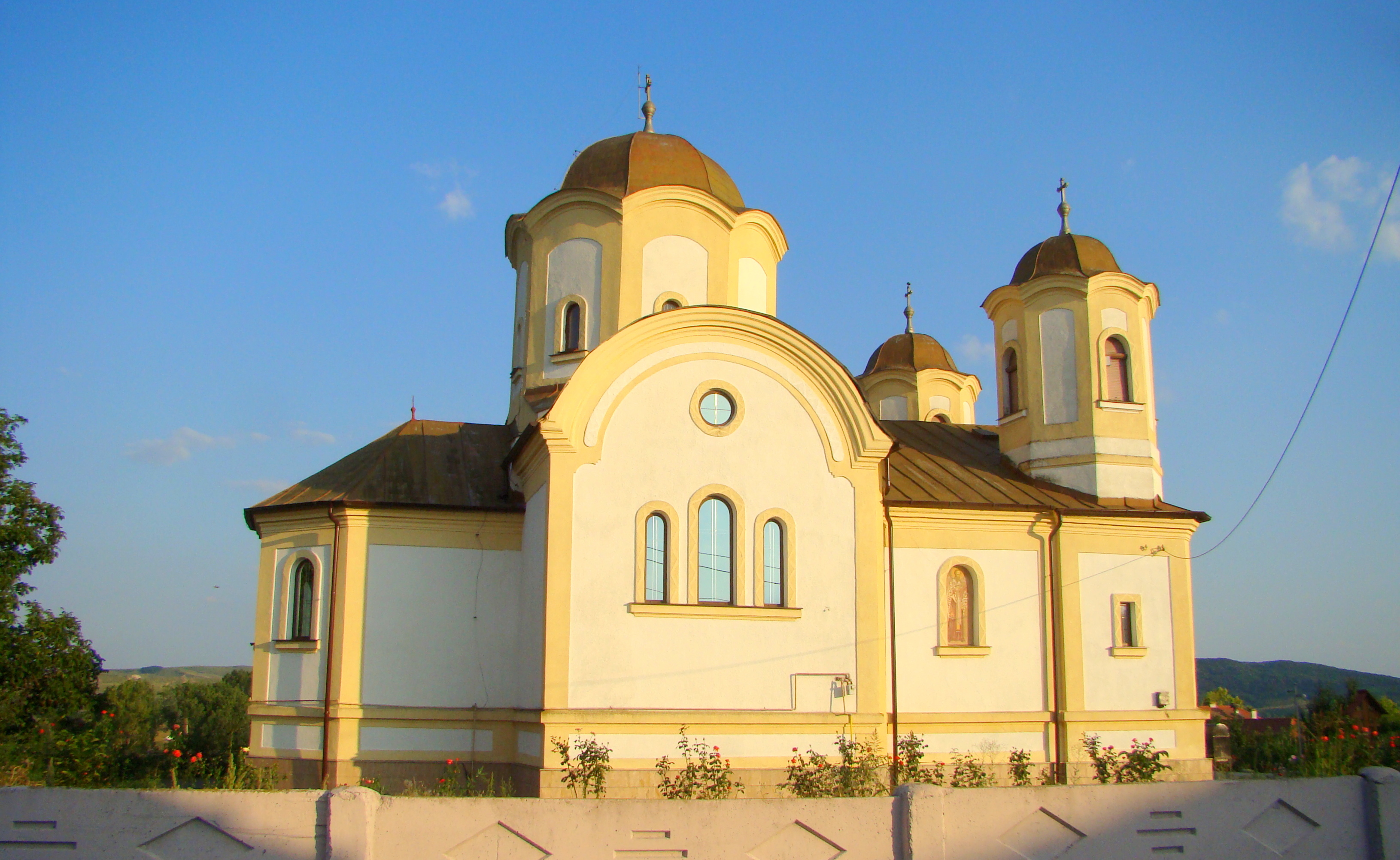
Biserica ortodoxă
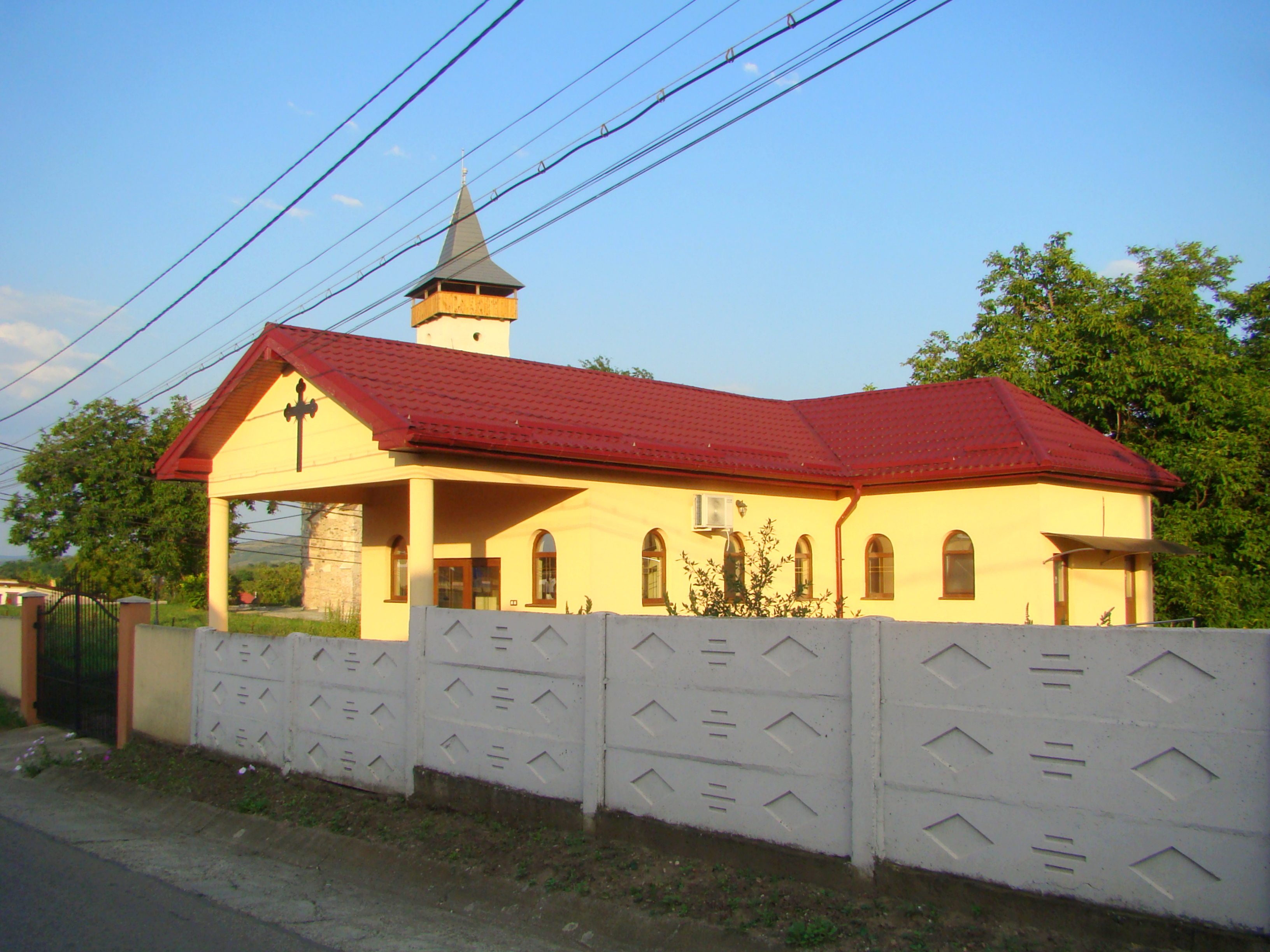
Capela
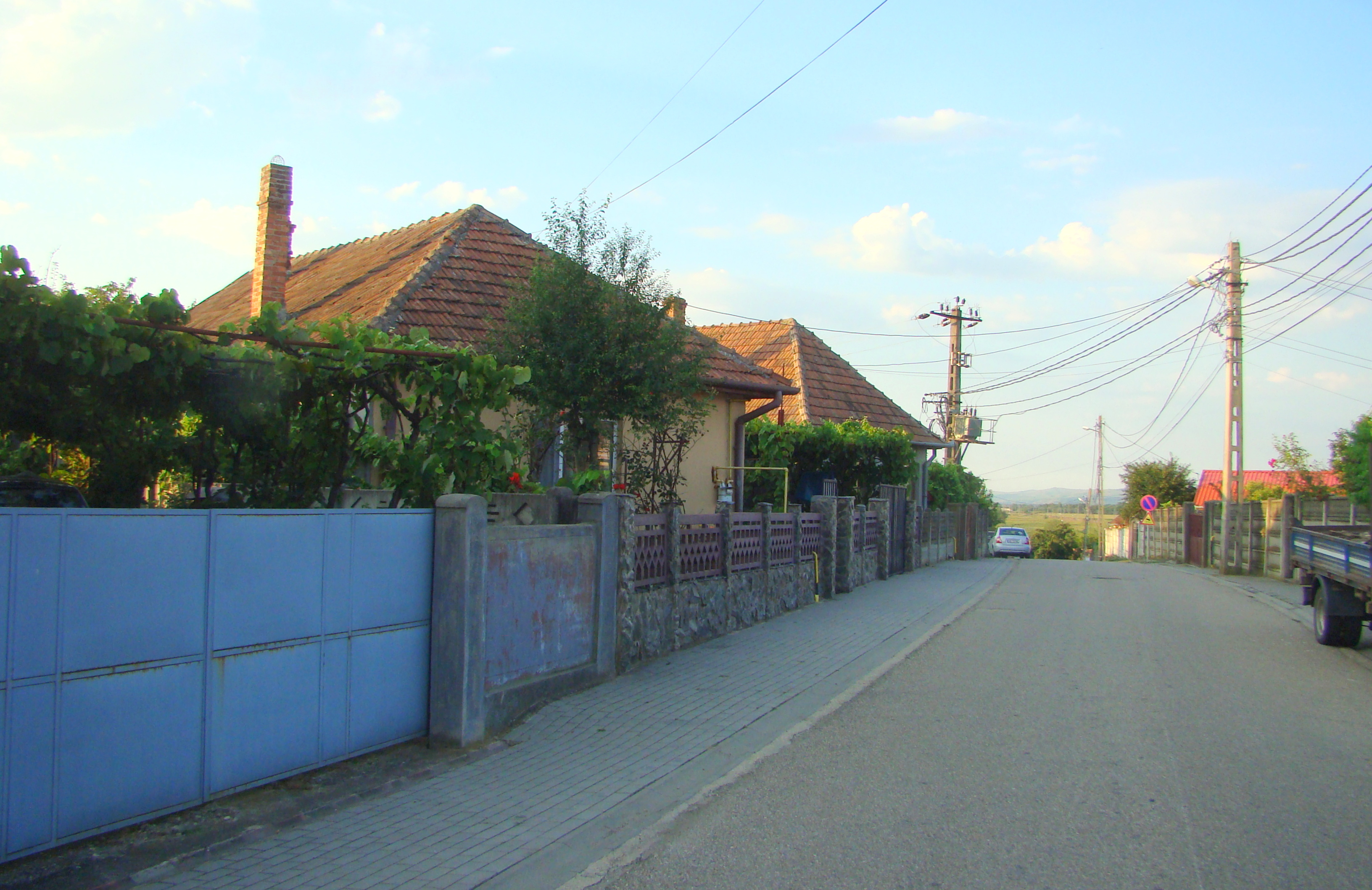